# Història geològica d'Andorra

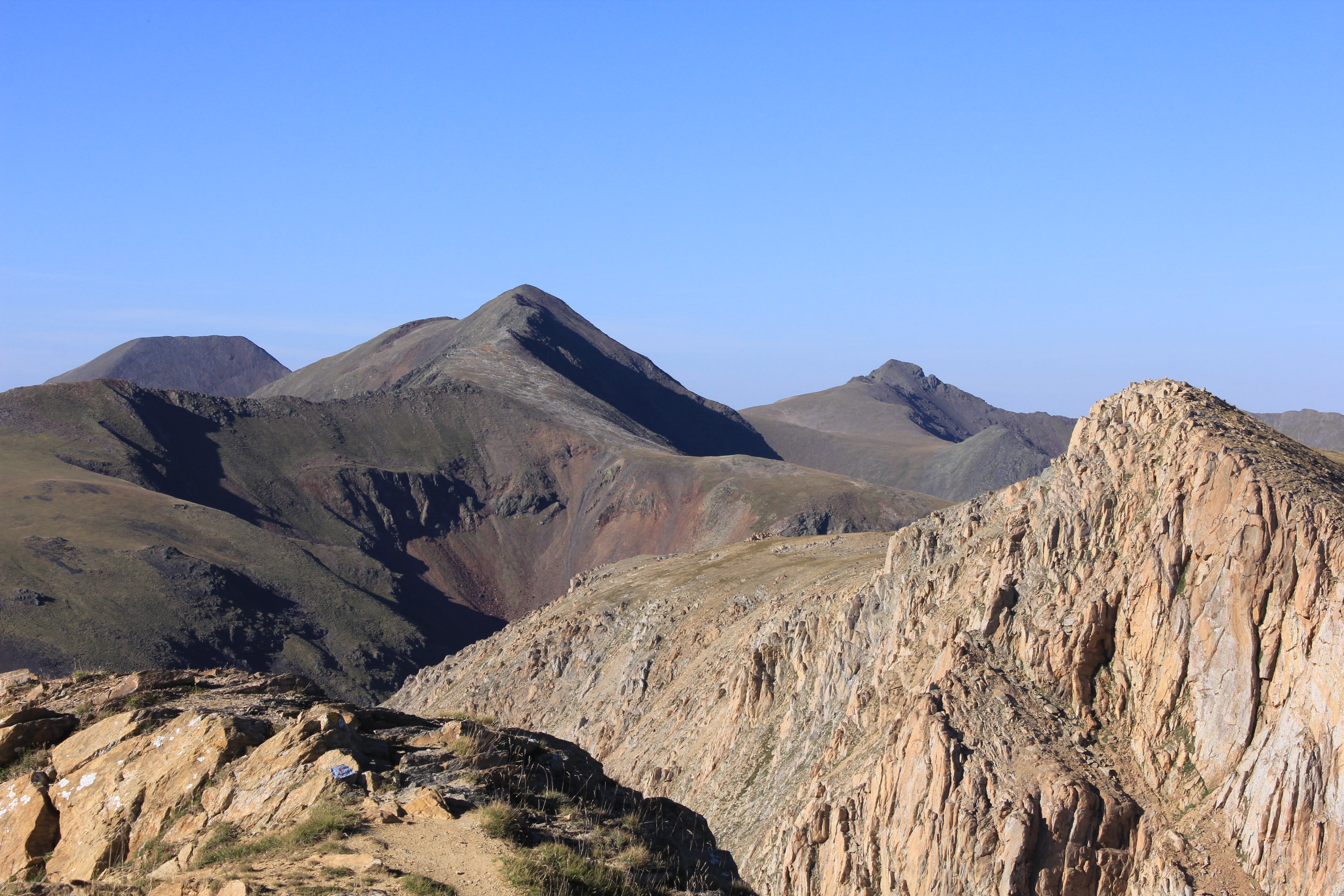
Pics de Casamanya-Estanyó, Andorra (Pirineus)

La història geològica d'Andorra estudia els principals esdeveniments del passat andorrà segons l'escala temporal geològica. Andorra és a la zona central dels Pirineus que està formada per roques molt antigues, d’edat paleozoica, que havien estat afectades anteriorment per una altra orogènesi: l’herciniana, que va donar lloc al súpercontinent Pangea.